# Lemmy (software)
Lemmy é um software livre para auto-hospedar notícias, agregação de links e fóruns de discussão.

## Criação e financiamento
O software Lemmy foi criado por Dessalines no GitHub em fevereiro de 2019 e licenciado sob a Affero General Public License, uma licença de código aberto. O financiamento do projeto se dá via crowdfunding, através de doações individuais e também recebe financiamento através do fundo NGI0 Discover Fund da NLnet, uma fundação europeia de incentivo ao software livre.

## Estrutura da rede
A rede Lemmy é formada por instâncias. As instâncias, com conteúdo gerado por usuários e discussões sobre o conteúdo em uma estrutura de fórum online, são gerenciadas por diferentes indivíduos e organizações, cada uma com suas próprias políticas de moderação de conteúdo.
Usuários em uma dada instância podem enviar posts com links, texto ou imagens a uma "comunidade" dentro da instância. Comunidades são fóruns de discussão criados por usuários. Eles são uma parte integral do Lemmy, já que todo post, seja de link, texto, imagem ou discussão, deve ser destinado a uma comunidade específica. Nomes de comunidade começam com c/ na URL e são citáveis de forma única na rede como um todo usando o formato !comunidade@instância. Cada comunidade é hospedada localmente na instância onde foi criada. Porém, elas podem receber postagem de usuários com contas criadas em outras instâncias. Usando um sistema de votos positivos e negativos (upvotes e downvotes), usuários podem influenciar qual conteúdo aparece no topo dos feeds principais de cada comunidade. A moderação é realizada pelos administradores de cada instância e pelos moderadores de cada comunidade. Listas de comunidades podem ser encontradas nos sites Community-Browser and Lemmy Explorer.
Registrar uma conta em uma instância qualquer é gratuito e pode requerer um endereço de email ou aprovação dos administradores da instância. Registrar uma conta permite criar posts em comunidades e, em algumas instâncias, criar novas comunidades.

## Relação com outras redes sociais
Lemmy é parte do fediverso, o ecossistema de redes sociais descentralizadas, o que permite a usuários de outras plataformas interagir com posts criados por usuários do Lemmy. ActivityPub é o protocolo usado para permitir que instâncias Lemmy operem como uma rede social federada e permite a usuários interagirem com plataformas compatíveis como Mastodon e PeerTube. Pessoas com contas em outras instâncias do fediverso podem responder a posts do Lemmy ou seguir comunidades do Lemmy usando suas contas não-Lemmy.[carece de fontes?]
Em junho de 2023, durante a controvérsia na comunidade Reddit em resposta às mudanças no serviço da sua API, membros da comunidade discutiram a migração para o Lemmy como uma das possíveis alternativas ao Reddit. Em resposta, o Reddit baniu um usuário e o subreddit "/r/LemmyMigration" que discutia essa possibilidade, resultando em um efeito Streisand, que atraiu atenção ao projeto Lemmy em outros sites, incluindo o Hacker News. Esse banimento foi revertido um dia depois.

## Estatísticas de uso
De acordo com o site de estatísticas do fediverso the-federation.info, haviam menos de 100 instâncias Lemmy antes de junho de 2023, subindo para 312 instâncias com um total de 21,8 mil usuários ativos mensais em junho de 2023. As instâncias mais populares eram lemmy.ml e lemmy.world, cada uma com 4 e 8 mil usuários ativos mensais respectivamente.

## Software de terceiros
Aplicativos para acesso ao Lemmy via telefone celular incluem Jerboa for Android, e Remmel para iOS, bem como o cliente beta Mlem.

## References
1. ↑  «LemmyNet». GitHub (em inglês). Consultado em 24 de dezembro de 2022. Cópia arquivada em 24 de dezembro de 2022
2. ↑  «Release v0.0.5 Release». GitHub. 5 de maio de 2019. Consultado em 5 de junho de 2023. Cópia arquivada em 6 de junho de 2023
3. ↑  «License file in source code». 14 de fevereiro de 2019. Consultado em 23 de dezembro de 2022. Cópia arquivada em 23 de dezembro de 2022
4. ↑  «Lemmy Documentation - Introduction». Lemmy. Cópia arquivada em 19 de junho de 2023
5. 1 2  «Lemmy». NLnet. Consultado em 23 de dezembro de 2022. Cópia arquivada em 23 de dezembro de 2022
6. ↑  «Commits». GitHub. 14 de fevereiro de 2019. Consultado em 5 de junho de 2023. Cópia arquivada em 7 de junho de 2023
7. ↑  «Lemmy's profile». Liberapay (em inglês). Consultado em 10 de novembro de 2021. Cópia arquivada em 10 de novembro de 2021
8. ↑  «Top 11 Best Open Source Forum Software to Self Host [2021]». It's FOSS (em inglês). Consultado em 10 de novembro de 2021. Cópia arquivada em 10 de novembro de 2021
9. ↑  «Getting started with Federation». Lemmy documentation. Consultado em 14 de janeiro de 2023. Cópia arquivada em 4 de fevereiro de 2023
10. ↑  «Korben.info: Lemmy – Le clone de Reddit libre et fédéré». Korben.info (em francês). Consultado em 3 de dezembro de 2021. Cópia arquivada em 29 de novembro de 2021
11. ↑  «Lemmy Community-Browser». browse.feddit.de. Consultado em 16 de junho de 2023
12. ↑  «Lemmy Explorer». lemmyverse.net. Consultado em 16 de junho de 2023
13. ↑  «Lemmy - A link aggregator for the fediverse». join-lemmy.org. Consultado em 23 de dezembro de 2022. Cópia arquivada em 22 de dezembro de 2022
14. ↑  David Meyer (15 de junho de 2023), «Twitter's inability to pay its rent is more urgent than building 'Twitter 2.0'», Fortune, ISSN 0015-8259 (em inglês), Wikidata Q119626980
15. ↑  Amaar Chowdhury (8 de junho de 2023), «Reddit temporarily ban subreddit and user advertising rival platform», VideoGamer.com (em inglês), Wikidata Q119626864
16. 1 2  «the federation - a statistics hub». the-federation.info. Consultado em 17 de junho de 2023. Cópia arquivada em 17 de junho de 2023
17. ↑  «Jerboa for Lemmy | F-Droid - Free and Open Source Android App Repository». f-droid.org (em inglês). Consultado em 29 de dezembro de 2022. Cópia arquivada em 30 de dezembro de 2022
18. ↑  «Remmel for Lemmy». App Store (em inglês). Consultado em 10 de novembro de 2021. Cópia arquivada em 10 de novembro de 2021